# Biķernieku kompleksā sporta bāze
Biķernieku kompleksā sporta bāze, Biķernieki, ros. Бикерниеки – znajdujący się w Rydze kompleks sportowy, obejmujący między innymi tor wyścigowy, rallycrossowy, kartingowy i kompleks narciarstwa biegowego.

## Historia
Konieczność powstania toru wyścigowego w Łotewskiej SRR wiązała się z brakiem takiego obiektu w republice, z wyjątkiem tymczasowego toru w Mežaparks. Jako miejsce wybrano las Biķernieki, argumentując to dostępnością dla widzów i brak podmuchów wiatru, co było istotne w kontekście wyścigów motocyklowych. Jednocześnie zakładano budowę toru dla samochodów. Plany budowy kompleksu sięgają 1959 roku, zaś w roku 1962 przy wsparciu Ministerstwa Transportu Drogowego i Autostrad Łotewskiej SRR rozpoczęto prace projektowe, za które odpowiedzialny był Pēteris Dzenis. Na budowę kompleksu przydzielono 15-hektarową działkę. Zakładano z jednej strony budowę torów: motocyklowego (Meistarības Aplis) i kartingowego, a z drugiej – tor wyścigowy (Ātruma Aplis), przy czym wszystkie trasy miały wspólną prostą startową. Projekt został ukończony w styczniu 1965 roku. Wiele prac budowlanych było wykonywanych w czynie społecznym. Jesienią 1965 roku rozpoczęto układanie asfaltu na torze motocyklowym, zaś główne prace zostały ukończone w czerwcu 1966 roku. Tym samym kompleks Biķernieki stał się pierwszym specjalistycznym kompleksem obiektów dla sportów samochodowych i motocyklowych w ZSRR.
Pierwsze zawody na Biķerniekach odbyły się w dniach 30–31 lipca 1966 i obejmowały zarówno wyścigi motocyklowe, jak i samochodowe. Jednocześnie na Biķernieki przeniesiono wszystkie wyścigi, które dotąd odbywały się w Mežaparksie, w tym zawody „Jantarnaja Wołga” (ros. Янтарная „Волга”). W tym czasie trwała budowa toru samochodowego, którą ukończono wiosną 1968 roku. Pierwszy wyścig na tej trasie odbył się 2 czerwca 1968, obejmując formuły (3, 4 i 5) i klasy (IIIA i VB). Podczas tej imprezy śmierć poniósł Ants Seiler, imieniem którego nazwano ostatni zakręt toru. Jeszcze w 1968 roku Biķernieki gościły zawody o mistrzostwa ZSRR i Puchar Pokoju i Przyjaźni. Tor motocyklowy miał 3580 m długości i 8 m szerokości, a tor samochodowy – 3662 m długości i 10 m szerokości. Możliwe było również przeprowadzenie wyścigu na torze obejmującym obie wersje trasy (Lielo Apli), o długości 5495 m. Różnica wysokości wynosiła 10 m, a nachylenie sięgało 16%.
W latach 70. nastąpiła modernizacja obiektu, wliczając w to budowę w 1976 roku toru żużlowego, nowych trybun i barier. W 1977 roku w okolicach toru zakończono budowę osiedla Mežciems. Skargi mieszkańców na zbyt wysoki poziom hałasu spowodowały, że istnienie toru było zagrożone. W związku z tym nakazano wyposażenie wszystkich samochodów startujących w Biķerniekach w tłumiki, a przekroczenie poziomu hałasu 90 dB pociągało dyskwalifikację. Zabroniono ponadto szkoleń i testowania sprzętu w dni wolne. W 1981 roku na odcinku najbliżej budynków mieszkalnych postawiono ekrany akustyczne. W 1984 roku tor ponownie gościł rundę Pucharu Pokoju i Przyjaźni, co było impulsem do takich poprawek, jak wzmocnienie stref bezpieczeństwa, zainstalowanie wyświetlacza elektronicznego z pozycjami uczestników wyścigu oraz system pomiaru prędkości maksymalnej na końcu prostej startowej. W 1987 roku przebudowano tor kartingowy, a dwa lata później zakończono budowę nowych trybun. Pod koniec lat 80. Biķernieki zaczęły gościć wyścigi z gościnnym udziałem Finów i Szwedów.
Po rozpadzie ZSRR sytuacja kompleksu zaczęła się pogarszać. W 2011 roku nadzór nad torem przejęła Dyrekcja ds. Bezpieczeństwa Ruchu Drogowego (CSDD), po czym rozpoczęto prace nad modernizacją kompleksu. W 2015 roku odnowiono infrastrukturę, krawężniki, prostą startową i część zakrętów jak również tor żużlowy i trybuny znajdujące się na nim. W tym samym roku ogłoszono, że Biķernieki będą organizować jedną z rund rallycrossowych mistrzostw świata. Aby dostosować obiekt do wymogów mistrzostw, zatrudniono projektantów firmy Apex Circuit Design. Stworzyli oni tor rallycrossowy poprzez wykorzystanie części prostej startowej, toru gokartowego i nowo wybudowanej sekcji. Ponadto postawiono nowe, podwójnie wzmocnione żelbetowe bariery.
Poza sportami motorowymi z kompleksu Biķernieki korzystają biegacze, rowerzyści i wrotkarze, a zimą – narciarze biegowi.

## Zwycięzcy

### Puchar Pokoju i Przyjaźni
| Sezon | Kierowca        | Samochód           |
| ----- | --------------- | ------------------ |
| 1968  | Heinz Melkus    | Melkus 64-Wartburg |
| 1984  | Ulli Melkus     | MT 77-Łada         |
| 1985  | Toomas Napa     | Estonia 21M-Łada   |
| 1986  | Toomas Napa     | Estonia 21M-Łada   |
| 1988  | Wiktor Kozankow | Estonia 21.10-Łada |
| 1989  | Wiktor Kozankow | Estonia 21.10-Łada |
| 1990  | Wiktor Kozankow | Estonia 21.10-Łada |

### Rallycrossowe Mistrzostwa Świata
| Sezon | Kierowca             | Samochód            |
| ----- | -------------------- | ------------------- |
| 2016  | Sébastien Loeb       | Peugeot 208 WRX     |
| 2017  | Johan Kristoffersson | Volkswagen Polo GTI |
| 2018  | Johan Kristoffersson | Volkswagen Polo R   |
| 2019  | Timmy Hansen         | Peugeot 208 WRX     |